# UTB
Pour les articles homonymes, voir UTB (homonymie).

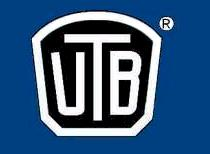
Logo UTB

La société UTB - Uzina Tractorul Brașov - Usine de Tracteurs Braşov était une société roumaine, spécialisée dans la production de tracteurs agricoles, et implantée à Braşov.
La société avait été créée en 1925, mais opérait dans un tout autre domaine, l'aviation sous le nom de IAR Brasov. En 1946, après la prise de contrôle du pays par les autorités soviétiques, une grande partie de l'équipement de l'usine a été saisi au titre des réparations de guerre. L'usine a été nationalisée et sa production reconvertie sur les tracteurs agricoles construits sous licence italienne de Fiat Trattori. Le premier modèle mis sur le marché fut baptisé IAR 22. En 1948, l'usine prend la dénomination Uzina Tractorul Brasov - UTB et, à partir de 1960, apparait sur le marché le premier modèle de conception roumaine, équipé d'un moteur Fiat fabriqué localement sous licence.
En 1990, l'usine UTB qui comptait 23 000 salariés est entrée dans un lent processus de privatisation, lenteur qui lui a lassé nombre de candidats à sa reprise et lui a fait perdre beaucoup de ses salariés. En 2002, l'entreprise a produit environ 4 000 tracteurs pour une capacité installée de 32 000 unités annuelles comme dans les années 1970.
En 2004, la privatisation de la société était quasiment acquise. Le repreneur qui avait patienté depuis 14 ans était le groupe italien Argo plus connu avec sa marque historique de tracteurs Landini mais, à la suite de l'arrivée au pouvoir d'une nouvelle équipe dirigeante après des élections qui s'était opposée à cette privatisation, les engagements pris ont été annulés et la privatisation n'a pas eu lieu. L'usine a poursuivi sa production de tracteurs. En 2005, le constructeur indien Mahindra a semblé montrer de l'intérêt pour l'achat de la société, mais sans succès. En février 2007, l'usine a été fermée et mise en liquidation.
Le nombre d'employés était passé de 22 000 en 1990 à 3 300 en 2005 et à moins de 1 900 lors de la fermeture.

## La grande époque de UTB
Durant les années 1970/80, la société était connue dans le monde et disposait d'un réseau de vente dans de nombreux pays étrangers. Ses productions ont été vendues sous les noms Universal, UTB, Universal Farmliner ou Titan en Australie. Plusieurs modèles de tracteurs ont été fabriqués sous licence au Pakistan sous le nom de « GM Universal Agripak » et en Turquie par la société « Hattat Universal Tractors ».
À une période[Quand ?], UTB détenait 50 % de Universal UTB Hongrie, 40 % de Universal Traktorji UTS en Slovénie, 50 % de UTB-Sepa en Italie, 50 % de Universal Traktor Sonay en Turquie.